# شیامن
شیامن و شیامن اموی (به چینی: 厦门 به انگلیسی: Xiamen Amoy) یکی از شهرهای کشور جمهوری خلق چین است. جمعیت آن در سال ۲۰۰۸ میلادی برابر ۶۱۰،۱۳۷ نفر تخمین زده شده است . جمعیت آن با حومه بیش از دو میلیون و ششصد هزار نفر است .
چینگ دائو در استان فوجیان در جنوب شرقی چین قرار گرفته است. این شهر از نظر اداری مستقل و جزء مناطق نیمه استانی چین به حساب می‌آید.

## نگارخانه

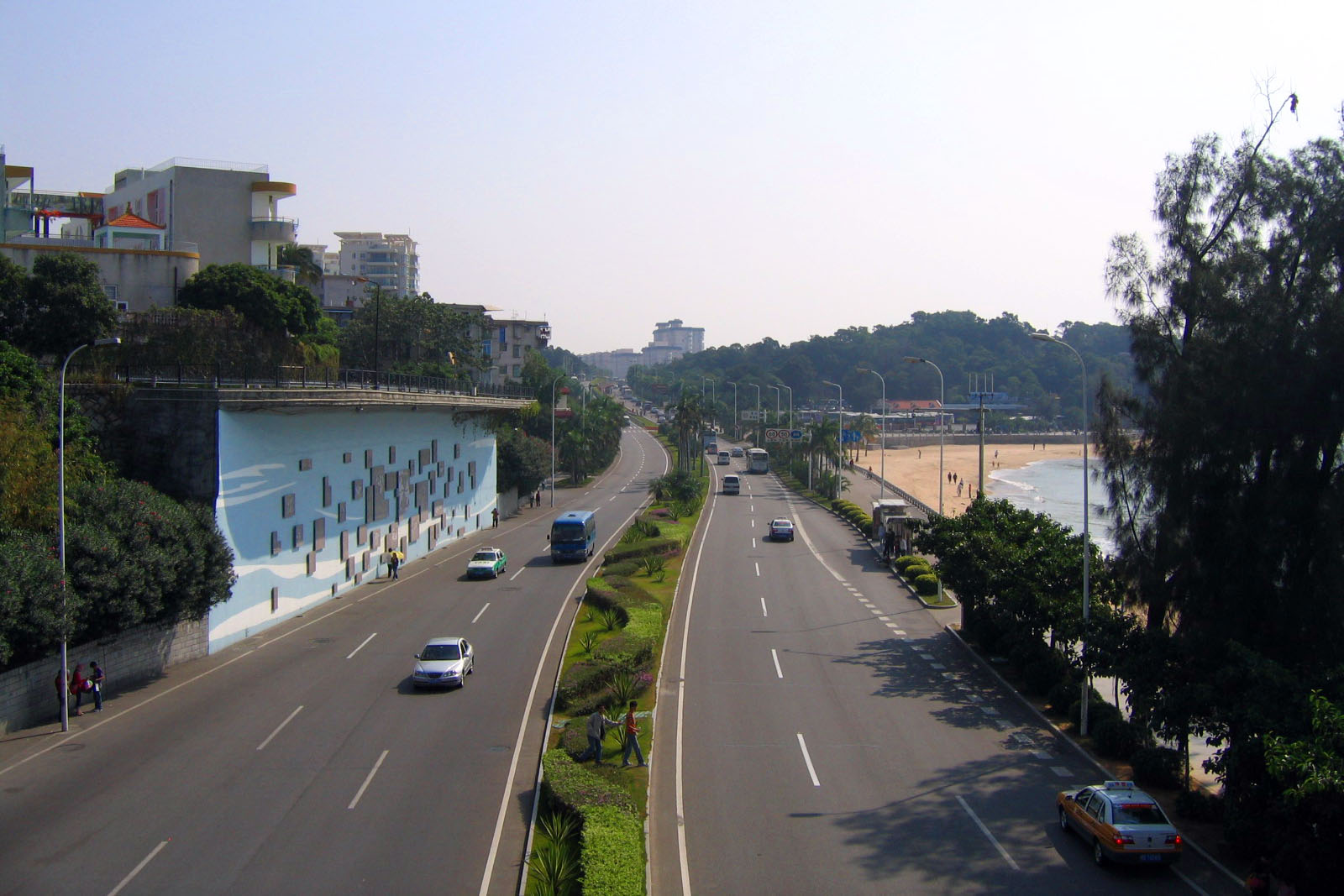
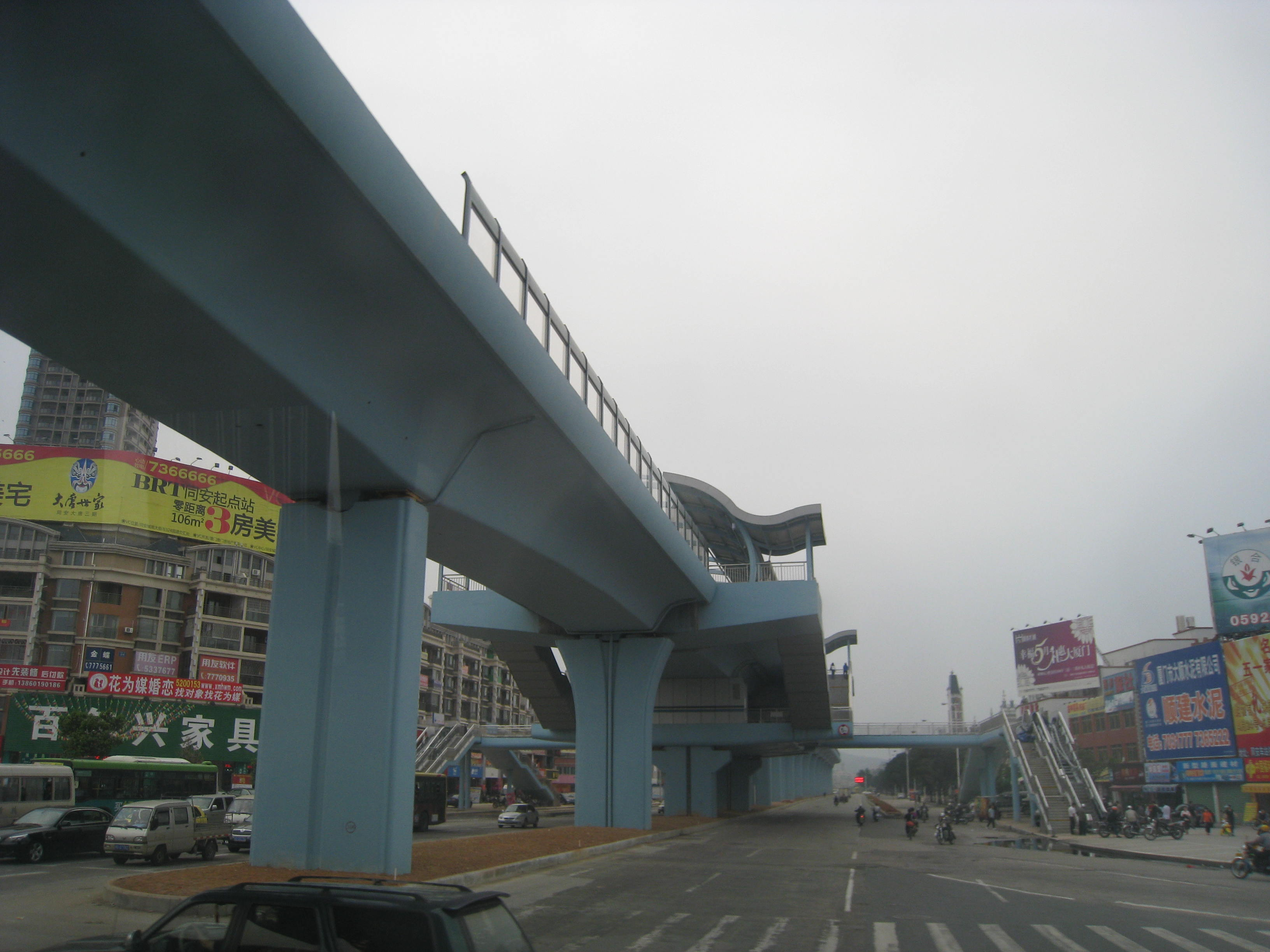
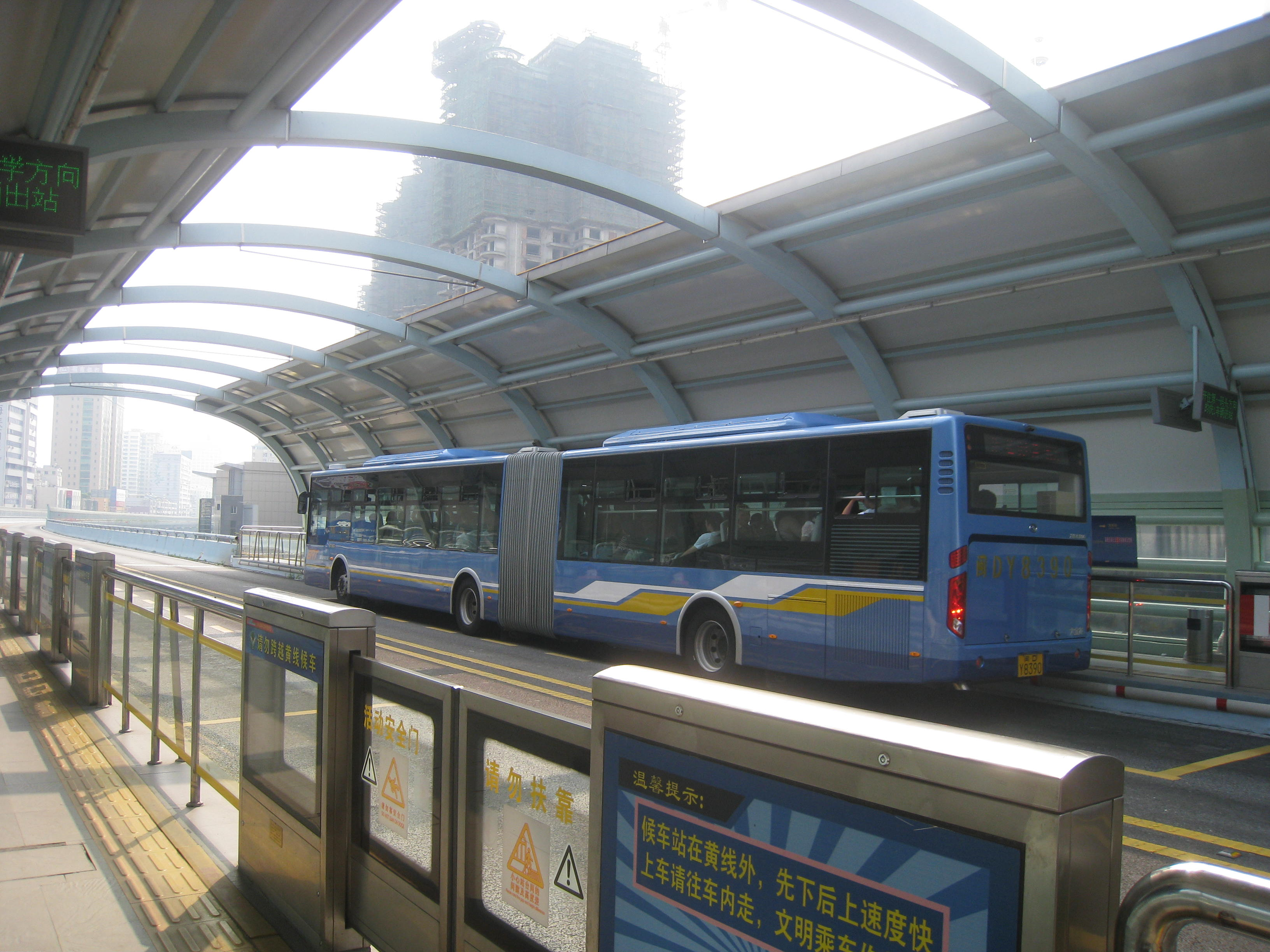
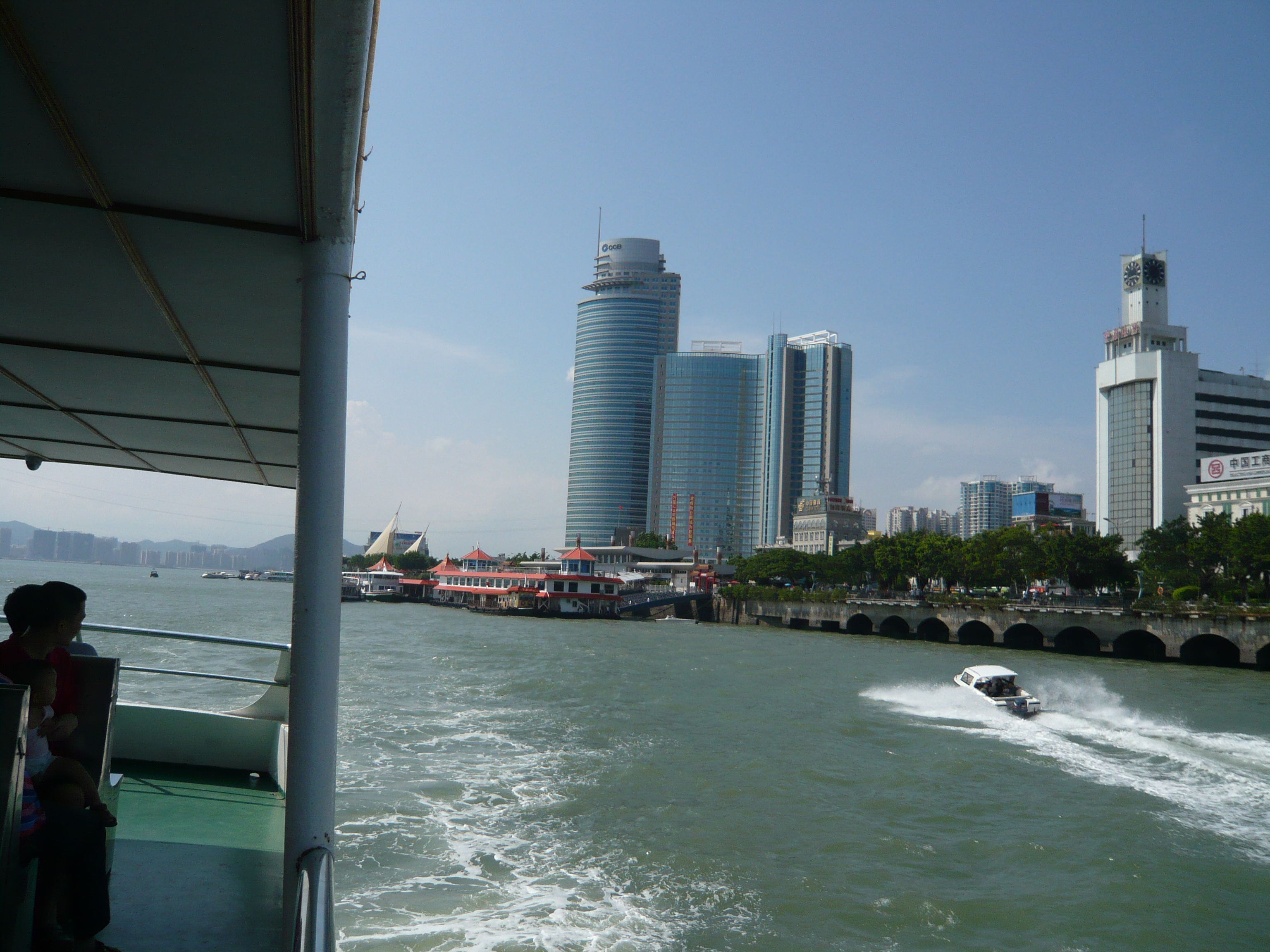
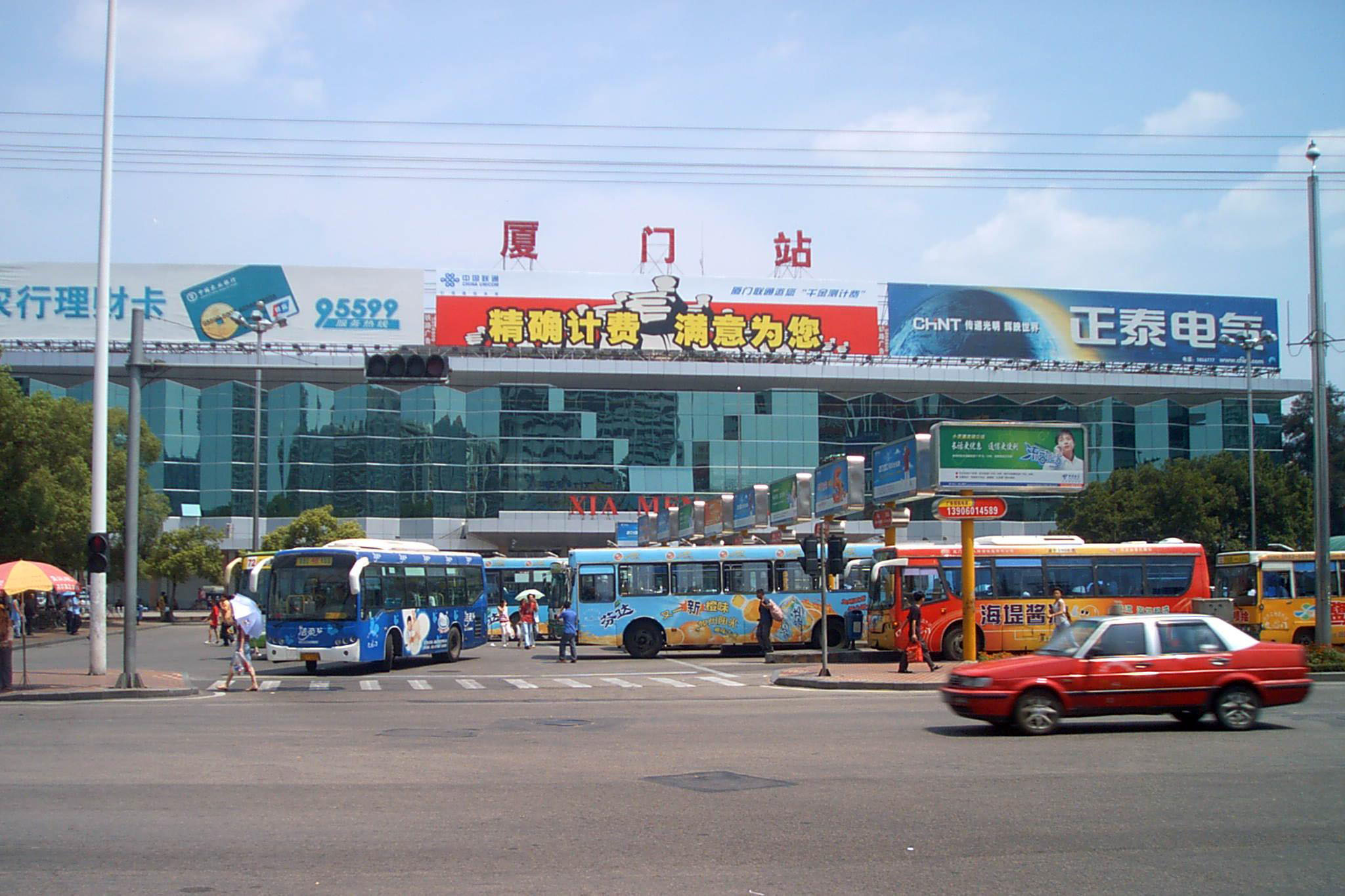
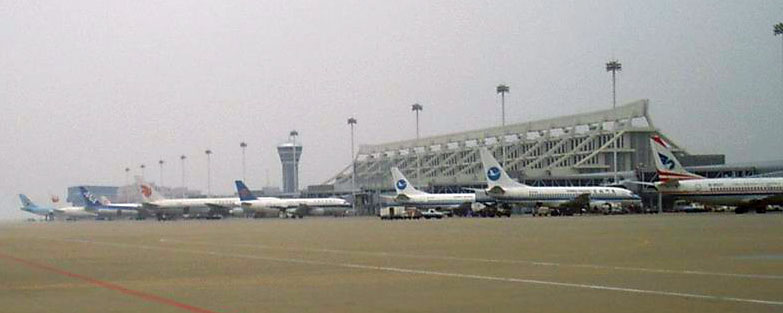
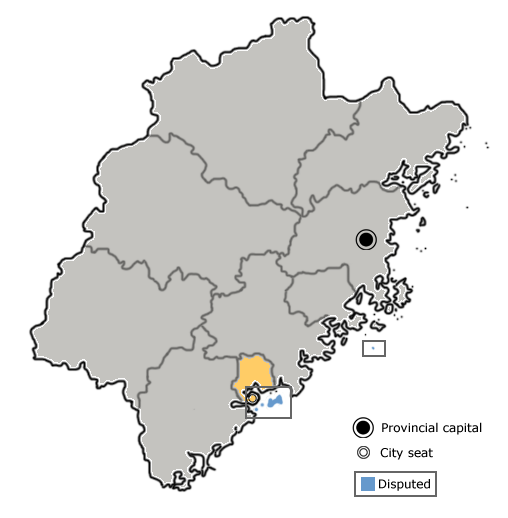
شیامن در نقشه استان فوجیان
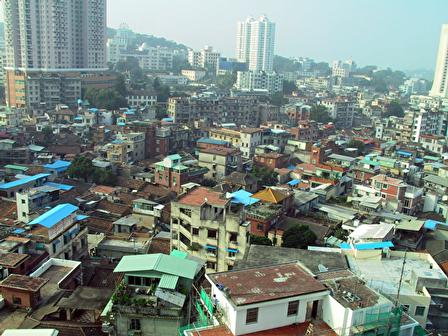
منظره‌ای از شیامن.